# Airinė Palšytė
Airinė Palšytė (n. 13 iulie 1992, Kaunas, Lituania) este o săritoare în înălțime din Lituania. Ea a câștigat medalia de aur în Campionatul European de Atletism în sală din 2017.

## Viața personală
În 1998, Palšytė s-a înscris la Școala Secundară Simono Stanevičiaus din Vilnius. Din 2006 până în 2010, ea a studiat la liceul Žemyna tot din Vilnius. În 2010, a început să studieze managementul informațiilor în afaceri la Universitatea din Vilnius, Facultatea de Comunicare. După finalizarea diplomei de licență, și-a început studiile de masterat la Universitatea din Vilnius, Facultatea de Economie (în Marketing și Comunicații Integrate).

## Carieră sportivă
La Campionatul Național al Lituaniei din 2008, Palšytė a câștigat prima ei medalie de seniori, terminând pe locul al doilea. La ediția din 2010 a câștigat titlul național. La Universiada din 2015 de la Gwangju a câștigat medalia de aur. În anul 2016 s-a clasat pe locul 2 la Campionatul European de la Amsterdam, împreună cu bulgăroaica Mirela Demireva. La Campionatul European în sală din 2019 a obținut medalia de bronz.
Recordul personal este de 2,01 metri, obținut, sâmbătă, 4 martie 2017, când a câștigat medalia de aur la campionatele Europene de sală de la Belgrad. Rezultatul este, de asemenea, și record național și cel mai bun rezultat din sezonul indoor din 2017. Recordul personal în aer liber este de 1,98 metri, realizat atât în iulie, cât și în august 2014, în Kaunas și Eberstadt.

## Realizări
| An   | Competiție                               | Locație                  | Loc | Note   |
| ---- | ---------------------------------------- | ------------------------ | --- | ------ |
| 2008 | Campionatul Mondial de Juniori (sub 20)  | Bydgoszcz, Polonia       | 19  | 1,74 m |
| 2009 | Campionatul Mondial de Juniori (sub 18)  | Brixen, Italia           | 4   | 1,82 m |
| 2010 | Campionatul Mondial în sală              | Doha, Qatar              | 16  | 1,85 m |
| 2010 | Campionatul Mondial de Juniori (sub 20)  | Moncton, Canada          | 2   | 1,89 m |
| 2011 | Universiada                              | Shenzhen, China          | 2   | 1,96 m |
| 2011 | Campionatul European în sală             | Paris, Franța            | 19  | 1,85 m |
| 2012 | Campionatul Mondial în sală              | Istanbul, Turcia         | 9   | 1,92 m |
| 2012 | Campionatul European                     | Helsinki, Finlanda       | 9   | 1,89 m |
| 2012 | Jocurile Olimpice                        | Londra, Marea Britanie   | 10  | 1,89 m |
| 2013 | Campionatul European de Tineret (sub 23) | Tampere, Finlanda        | 2   | 1,92 m |
| 2013 | Campionatul Mondial                      | Moscova, Rusia           | 11  | 1,89 m |
| 2014 | Campionatul Mondial în sală              | Sopot, Polonia           | 10  | 1,92 m |
| 2014 | Campionatul European                     | Zürich, Elveția          | 13  | 1,90 m |
| 2015 | Campionatul European în sală             | Praga, Cehia             | 4   | 1,94 m |
| 2015 | Universiada                              | Gwangju, Coreea de Sud   | 1   | 1,84 m |
| 2015 | Campionatul Mondial                      | Beijing, China           | 14  | 1,89 m |
| 2016 | Campionatul Mondial în sală              | Portland, Statele Unite  | 4   | 1,96 m |
| 2016 | Campionatul European                     | Amsterdam, Olanda        | 2   | 1,96 m |
| 2016 | Jocurile Olimpice                        | Rio de Janeiro, Brazilia | 13  | 1,88 m |
| 2017 | Campionatul European în sală             | Belgrad, Serbia          | 1   | 2,01 m |
| 2017 | Campionatul Mondial                      | Londra, Marea Britanie   | 7   | 1,92 m |
| 2017 | Universiada                              | Taipei, Taiwan           | 3   | 1,91 m |
| 2018 | Campionatul European                     | Berlin, Germania         | 4   | 1,96 m |
| 2019 | Campionatul European în sală             | Glasgow, Marea Britanie  | 3   | 1,97 m |
| 2019 | Campionatul Mondial                      | Doha, Qatar              | 22  | 1,85 m |
| 2021 | Jocurile Olimpice                        | Tokio, Japonia           | 28  | 1,86 m |
| 2023 | Campionatul Mondial                      | Budapesta, Ungaria       | 20  | 1,85 m |
| 2024 | Jocurile Olimpice                        | Paris, Franța            | 15  | 1,88 m |

## Legături externe
Materiale media legate de Airinė Palšytė la Wikimedia Commons
- en Airinė Palšytė la World Athletics
- en Airinė Palšytė la Olympedia.org
- en  Airinė Palšytė la athleticspodium.com